# Daniel Martínez (wielrenner)
Daniel Felipe Martínez Poveda (Bogota, 25 april 1996) is een Colombiaans wielrenner die anno 2024 rijdt voor BORA-hansgrohe.

## Carrière
In 2014 maakte Martínez deel uit van de opleidingsploeg van de UCI.
In 2015 werd hij prof bij Colombia. Zijn debuut voor de ploeg maakte hij in de Grote Prijs van de Etruskische Kust, waar hij op plek 44 eindigde. Zijn eerste World Tour-wedstrijd was de Ronde van Catalonië. Hier wist hij in de eerste zes etappes niet in de top-100 te eindigen, alvorens in de zevende etappe af te stappen. In juni won Martínez het bergklassement van de Route du Sud, een Franse 2.1-koers. In de Ronde van Utah werd hij, mede door vierde te worden in de vijfde etappe, achtste in het eindklassement. In augustus nam Martínez met een Colombiaanse selectie deel aan de Ronde van de Toekomst. Hier werd hij derde in het bergklassement, achter Matvej Mamykin en Guillaume Martin. Martínez sloot zijn seizoen af met een negentiende plaats in het eindklassement van de Ronde van Abu Dhabi.
In 2016 nam Martínez deel aan onder meer Milaan-San Remo en de Ronde van Trentino, waar hij tweede in het jongerenklassement werd. In mei maakte hij zijn debuut in een grote ronde: de Ronde van Italië. Zijn beste resultaat in deze wedstrijd was plek 31 in de klimtijdrit naar Seiser Alm.
Martínez begon het seizoen van 2019 met het nationale kampioenschap op de tijdrit.
In 2020 won hij de dertiende etappe in de Ronde van Frankrijk uit de vroege vlucht. Hij was vier seconden eerder over de finish dan Lennard Kämna die als tweede eindigde.

## Overwinningen
2013
 Pan-Amerikaans kampioen tijdrijden, Junioren
 Colombiaans kampioen tijdrijden, Junioren
2014
 Colombiaans kampioen tijdrijden, Junioren
2015
Bergklassement Route du Sud
Jongerenklassement Ronde van Utah
2017
Jongerenklassement Ronde van Turkije
2018
Jongerenklassement Colorado Classic
2019
 Colombiaans kampioen tijdrijden
7e etappe Parijs-Nice
 Pan-Amerikaanse Spelen, individuele tijdrit
2020
 Colombiaans kampioen tijdrijden
6e etappe Tour Colombia
Eind- en jongerenklassement Critérium du Dauphiné
13e etappe Ronde van Frankrijk
2022
 Colombiaans kampioen tijdrijden
4e etappe Ronde van het Baskenland
Eind- en puntenklassement Ronde van het Baskenland
Coppa Sabatini
2023
Eindklassement Ronde van de Algarve
2024
 Colombiaans kampioen tijdrijden
2e en 5e etappe Ronde van de Algarve
Bergklassement Ronde van de Algarve

## Resultaten in voornaamste wedstrijden
| Jaar | Ronde van Italië | Ronde van Frankrijk | Ronde van Spanje |
| ---- | ---------------- | ------------------- | ---------------- |
| 2015 |                  |                     |                  |
| 2016 | 89e              |                     |                  |
| 2017 | opgave           |                     |                  |
| 2018 |                  | 36e                 |                  |
| 2019 |                  |                     | 41e              |
| 2020 |                  | 28e (1)             | opgave           |
| 2021 | 5e               |                     |                  |
| 2022 |                  | 30e                 |                  |
| 2023 |                  | opgave              |                  |
| 2024 | ↑                |                     | opgave           |
| 2025 | 53e              |                     |                  |

| Jaar | Milaan-San Remo | Luik-Bast.‑Luik | Ronde van Lombardije | Waalse Pijl | Clásica San Sebastián |  | WK op de weg |  | Wereldranglijsten |
| ---- | --------------- | --------------- | -------------------- | ----------- | --------------------- |  | ------------ |  | ----------------- |
| 2015 |                 |                 | opgave               |             |                       |  |              |  |                   |
| 2016 | 123e            |                 | 57e                  |             |                       |  |              |  |                   |
| 2017 | 116e            |                 | opgave               |             |                       |  |              |  |                   |
| 2018 |                 | 61e             | 49e                  | 44e         | 30e                   |  | opgave       |  | 85e (UWT)         |
| 2019 |                 | 20e             |                      |             |                       |  | 29e          |  | 105e (UWR)        |
| 2020 |                 | 20e             |                      | 13e         |                       |  | 31e          |  | 34e (UWR)         |
| 2021 |                 |                 |                      |             | opgave                |  |              |  |                   |
| 2022 |                 | 4e              | 17e                  | 5e          | opgave                |  |              |  |                   |
| 2023 |                 |                 |                      |             |                       |  |              |  |                   |
| 2024 |                 |                 | 29e                  |             | opgave                |  | 60e          |  |                   |
| 2025 |                 | 7e              |                      | 47e         |                       |  |              |  |                   |

## Ploegen
- 2015 –  Colombia
- 2016 –  Wilier Triestina-Southeast[1]
- 2017 –  Wilier Triestina-Selle Italia
- 2018 –  EF Education First-Drapac
- 2019 –  EF Education First Pro Cycling
- 2020 –  EF Education First Pro Cycling
- 2021 –  INEOS Grenadiers
- 2022 –  INEOS Grenadiers
- 2023 –  INEOS Grenadiers
- 2024 –  BORA-hansgrohe
- 2025 –  Red Bull-BORA-hansgrohe

Ávila · Cano · Castiblanco · Díaz · Duarte · Duque · Martínez · Molano · Pantoja · Paredes · Pedraza · Quintero · B.Ramírez · C.Ramírez · Rubiano · Sarmiento · Torres · Valencia · Barón (stagiair)
Amezqueta · Andriato · Belletti · Bertazzo · Busato · Conti · Dal Col · Draperi · Ducournau · Fedi · Fonzi · Gil · Godoy · Mareczko · Martínez · Pozzato · Rodríguez · Sanz · Tedeschi · Trosino · Zhupa · Cañaveral (stagiair) · Errazkin (stagiair) · Raileanu (stagiair)
Amezqueta · Andriato · Belletti · Bertazzo · Busato · Cecchin · Draperi · Ducournau · Fedi · Flórez · Fonzi · Godoy · Kasjavy · Mareczko · Martínez · Mosca · Pozzato · Rodríguez · Trosino · Turrin · Zhupa · Colonna (stagiair) · Marcelli (stagiair) · Raggio (stagiair)
Breschel · Brown · Canty · Cardona · Carthy · S. Clarke · W. Clarke · Craddock · Docker · Dombrowski · Howes · Langeveld · Magnusson · Martínez · McLay · Modolo · Moreno · Owen · Phinney · Rolland · Scully · Urán · Van Asbroeck · Vanmarcke · Woods
Bennett · van den Berg · Bettiol · Breschel · Brown · Caicedo · Carthy · Clarke · Craddock · Docker · Dombrowski · Higuita · Hofland · Howes · Kangert · Langeveld · Martínez · McLay · Modolo · Morton · Owen · Phinney · Scully · Urán · van Garderen · Vanmarcke · Villalobos · Whelan · Woods
Bennett · Bettiol · Caicedo · Carthy · Clarke · Cort · Craddock · Docker · Guerreiro · Halvorsen · Higuita · Hofland · Howes · Kangert · Keukeleire · Langeveld · Martínez · Morton · Owen · Powless · Rutsch · Scully · Urán · Van den Berg · Van Garderen · Vanmarcke · Villalobos (tot 1 augustus) · Whelan · Woods · Bissegger (stagiair)
Amador · Van Baarle · Basso · Bernal · Carapaz  · Castroviejo · De Plus · Dennis · Doull · Dunbar · Ganna     · Geoghegan Hart · Gołaś · Hayter · Henao · Kwiatkowski · Martínez · Moscon · Narváez · Pidcock (vanaf 1 februari) · Porte ·  Puccio · Rivera · Rodriguez · Rowe · Sivakov · Sosa · Swift · Thomas · Wurf · Yates · Plapp (stagiair)
Amador · Bernal · Carapaz  · Castroviejo · De Plus · Dunbar · Fraile · Ganna   · Geoghegan Hart · E. Hayter · Heiduk · Kwiatkowski · Martínez · Narváez · Pidcock · Plapp · Porte ·  Puccio · Rivera · Rodriguez · Rowe · Sheffield · Sivakov · Swift · Thomas · Tulett · Turner · Van Baarle · Viviani · Wurf · Yates · L. Hayter (stagiair)
Adrià · Aleotti · Benedetti (tot 18/8) · Buchmann · Denz · Gamper · Hajek · Haller · Herzog · Higuita · Hindley · Jungels · Kämna · Koch · Lipowitz · Lührs · Maciejuk · Martínez · Meeus · Mullen · Palzer · Roglič · Schachmann · Sobrero · van Poppel · Vlasov · Wandahl · Welsford · Zwiehoff